# Polygala pseudocoriacea
Polygala pseudocoriacea är en jungfrulinsväxtart som beskrevs av Chod.. Polygala pseudocoriacea ingår i släktet jungfrulinssläktet, och familjen jungfrulinsväxter. Inga underarter finns listade i Catalogue of Life.